# Fly me to Bali
Fly me to Bali is een instrumentaal nummer dat geschreven werd door Jack de Nijs. Hij schreef en produceerde het voor de Nederlandse saxofonist Maurice de la Croix die het in 1980 op de B-kant van zijn single Toradja plaatste. Het verscheen niet op een reguliere elpee. Wel kreeg het een plaats op het gezamenlijke album Jack Jersey show (1981) van De Nijs. Pas jaren later verscheen het ook op verzamelelpees van De la Croix, zoals Een ode aan Indonesia (1994) en de compilatie met andere artiesten Gordel van smaragd (1995).
De TROS selecteerde Fly met to Bali hetzelfde jaar (1980) als herkenningstune.
Het nummer werd nog hetzelfde jaar gecoverd door André Moss. Hij bracht het eerst uit op zijn album Bella notte (1980). Ook keerde het nummer nog hetzelfde jaar terug op zijn verzamelalbum 18 karaats.
In 1989 verscheen Fly me to Bali als A-kant van een single van het saxofonistenduo Frank & Nadine, met A little bit of love op de B-kant. Hun versie kwam later (na 1993) nog terug op een verzamel-cd van  Jack de Nijs, getiteld Jack Jersey and friends 2.